# Heinrich von Handel-Mazzetti
Heinrich Raphael Eduard von Handel-Mazzetti (Vienna, 19 febbraio 1882 – Vienna, 1º febbraio 1940) è stato un botanico austriaco, noto per le sue numerose pubblicazioni sulla flora cinese.

## Biografia
Studiò botanica presso l'Università di Vienna e conseguì il dottorato nel 1907. Dal 1905 lavorò come assistente presso l'istituto botanico di Vienna. Nel 1925 fu nominato curatore del Museo di Storia Naturale.
Fece delle escursioni scientifiche in Svizzera (1906) e Bosnia ed Erzegovina (1909). Per conto dell'Accademia austriaca delle scienze, si recò in Cina nel 1914, dove svolse delle ricerche botaniche nella provincia di Yunnan (1914, 1915, 1916), Sichuan (1914), Guizhou (1917), Hunan (1917, 1918) e Kweichow . Ritornò a Vienna nel 1919 e dedicò il suo tempo allo studio della flora cinese.